# Maniero di Jašiūnai

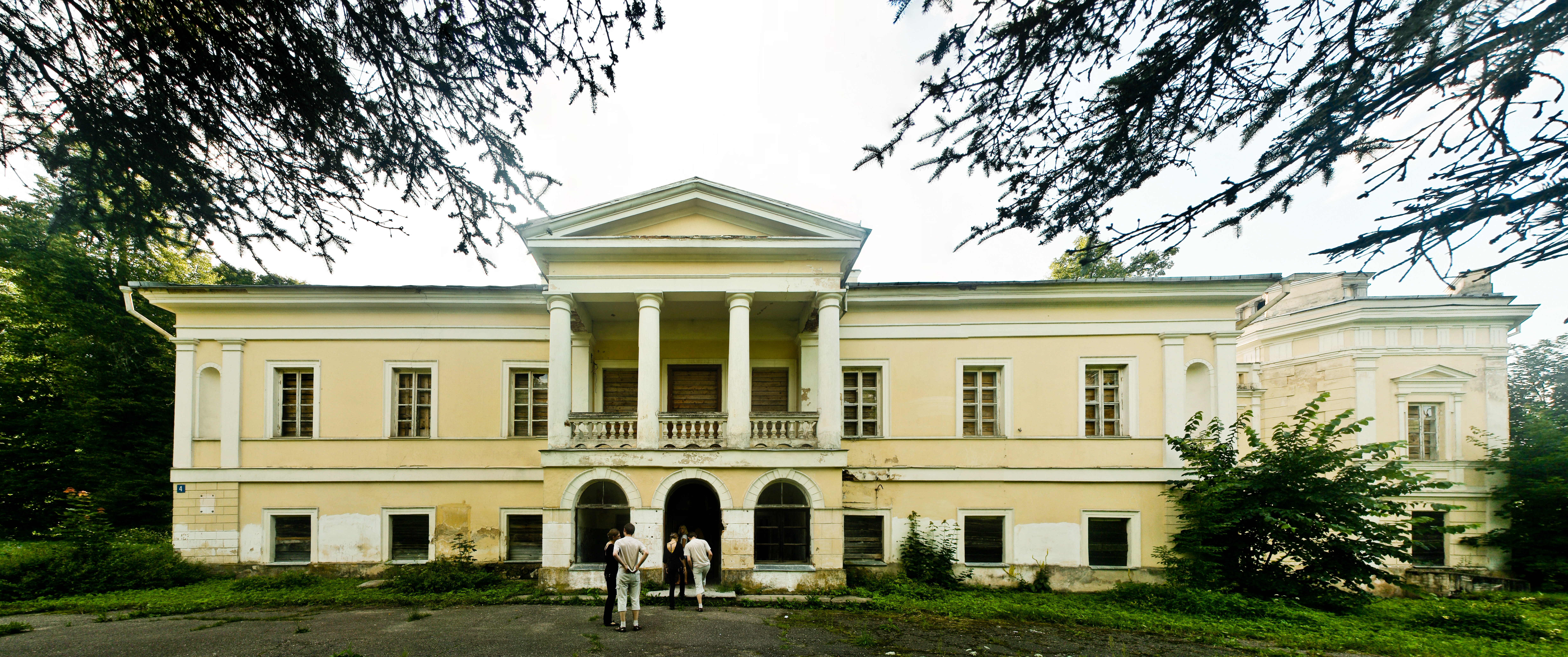
Maniero Jašiūnai

Il maniero di Jašiūnai è un maniero in stile neoclassico che si trova a Jašiūnai, nel distretto Šalčininkai della Lituania, vicino al fiume Merkys.
Il palazzo, progettato dal famoso architetto Karol Podczaszyński e commissionato dal rettore dell'Università imperiale di Vilna, Jan Śniadecki, venne costruito tra il 1824 e il 1828, insieme a edifici di supporto e un parco circostante.
All'inizio del XIX secolo il maniero fu un centro culturale. Per un periodo, era una residenza di Juliusz Słowacki, visitata frequentemente da Adam Mickiewicz e Tomasz Zan.
L'edificio ha conservato le sue caratteristiche uniche in stile neoclassico con alcune caratteristiche dello stile Impero e del Romanticismo. Il maniero è incluso nella lista del patrimonio culturale della Lituania.